# Campo e Sobrado
Campo e Sobrado (oficialmente: União das Freguesias de Campo e Sobrado) é uma freguesia portuguesa do município de Valongo, com 32.27 km² de área e 15 276 habitantes (censo de 2021). A sua densidade populacional é 473,4 hab./km².

## História
Foi criada após a reorganização administrativa de 2013 por agregação das freguesias de Campo e Sobrado. A união logo atraiu muita polémica no município, tendo inclusive sido proposto um referendo local para avaliar se a desagregação da união de freguesias era desejada pela população.
Em 2022 a desagregação da União de Freguesias foi aprovada por unanimidade em assembleia de freguesia e, em finais de 2024, foi aprovada pelo Grupo de Trabalho da Assembleia da República encarregue de analisar os processos para desagregação de freguesias.

## Demografia
A população registada nos censos foi:
| Distribuição da População por Grupos Etários | Distribuição da População por Grupos Etários | Distribuição da População por Grupos Etários | Distribuição da População por Grupos Etários | Distribuição da População por Grupos Etários | Distribuição da População por Grupos Etários |
| -------------------------------------------- | -------------------------------------------- | -------------------------------------------- | -------------------------------------------- | -------------------------------------------- | -------------------------------------------- |
| Antes da agregação                           |                                              |                                              |                                              |                                              |                                              |
| Ano                                          | 0-14 anos                                    | 15-24 anos                                   | 25-64 anos                                   | >= 65 anos                                   | Total                                        |
| 2001                                         | 2937                                         | 2410                                         | 8581                                         | 1399                                         | 15327                                        |
| 2011                                         | 2720                                         | 1925                                         | 9319                                         | 1960                                         | 15924                                        |
| Após a agregação                             |                                              |                                              |                                              |                                              |                                              |
| Ano                                          | 0-14 anos                                    | 15-24 anos                                   | 25-64 anos                                   | >= 65 anos                                   | Total                                        |
| 2021                                         | 1996                                         | 1764                                         | 8665                                         | 2851                                         | 15276                                        |